# Alfred Drake
Alfred Drake (nato Alfred Capurro; New York, 7 ottobre 1914 – New York, 25 luglio 1992) è stato un attore e cantante statunitense attivo in campo teatrale e cinematografico. Candidato a tre Tony Award, ne vinse uno al miglior attore protagonista in un musical per Kismet nel 1954.

## Biografia
Recitò nel cast originale dei classici di Broadway Oklahoma! (1943) e Kiss Me, Kate (1948) e sostituì Yul Brynner nel ruolo del Re del Siam in The King and I.
Nel 1990 ricevette uno speciale Tony Award alla carriera.
Dopo aver divorziato da Alma Tollefsen, Drake sposò Esther Harvey Brown nel 1944 e la coppia restò sposata fino alla morte dell'uomo, avvenuta nel 1992 per insufficienza cardiaca.

## Filmografia parziale

### Cinema
- Una poltrona per due (Trading Places), regia di John Landis (1983)

### Televisione
- The Alcoa Hour – serie TV, episodio 2x03 (1956)
- Ai confini della notte – serial TV, 29 puntate (1982)

## Teatro

### Musical
- The Mikado, regia di R. H. Burnside (1935)
- The Pirates of Penzance, regia di R. H. Burnside (1935)
- The Yeomen of the Guard, regia di R. H. Burnside (1935)
- The Gondoliers, regia di R. H. Burnside (1935)
- Trial by Jury e H.M.S. Pinafore, regia di R. H. Burnside (1935)
- Al cavallino bianco, regia di Erik Charell (1936)
- Babes in Arms, regia di Robert B. Sinclair (1937)
- The Two Bouquets, regia di Marc Connelly (1938)
- One for the Money, regia di John Murray Anderson (1939)
- The Straw Hat Revue, regia di Max Liebman (1939)
- Two for the Show, regia di John Murray Anderson (1940)
- Oklahoma!, regia di Rouben Mamoulian (1943)
- Sing Out, Sweet Land, regia di Leon Leonidoff (1944)
- Beggar's Holiday, regia di Nicholas Ray (1946)
- The Cradle Will Rock, regia di Howard Da Silva (1947)
- Joy to the World, regia di Jules Dassin (1948)
- Kiss Me, Kate, regia di John C. Wilson (1948)
- The Liar, regia di Alfred Drake (1950)
- Courtin' Time, regia di Alfred Drake (1951)
- The King and I, regia di John Van Druten (1953)
- Kismet, regia di Albert Marre (1953)
- Kean, regia di Jack Cole (1961)
- Zenda, regia di George Schaefer (1963)
- Rugantino, regia di Garinei e Giovannini (1964)
- After You, Mr. Hyde, regia di Howard Da Silva (1968)
- On Time, regia di Leonard Patrick (1968)
- Gigi, regia di Joseph Hardy (1973)
- Gambler's Paradise, regia di Christopher Hewett (1975)

### Prosa
- Out of the Frying Pan, di Francis Swann, regia di Alexander Kirkland (1941)
- Come vi piace, di William Shakespeare, regia di Eugene S. Bryden (1941)
- Yesterday's Magic, di Emlyn Williams, regia di Reginald Denham (1942)
- The Gambler, di Ugo Betti, regia di Herman Shumlin (1952)
- Otello, di William Shakespeare, regia di John Houseman (1957)
- Molto rumore per nulla, di William Shakespeare, regia di John Houseman e Jack Landau, con Katharine Hepburn (1957)
- Love Me Little, di John G. Fuller, regia di Alfred Drake (1958)
- Lorenzo, di Jack Richardson, regia di Arthur Penn (1963)
- Amleto, di William Shakespeare, regia di John Gielgud (1964)
- Those That Play the Clowns, di Michael Stewart, regia di Robin Midgley (1966)
- Song of the Grasshopper (El canto de la cigarra), di Alfonso Paso, regia di Charles Bowden (1967)
- The Royal Rape of Ruari Macasmunde, di Richard Stockton e Richard Herd, regia di Alfred Drake (1973)
- The Skin of Our Teeth, di Thornton Wilder, regia di José Quintero (1975)